# Киокитани-кьерийский сапотекский язык
Киокитани-кьерийский сапотекский язык (Quioquitani Zapotec, Quioquitani-Quierí Zapotec, Zapoteco de Quioquitani y Quierí) — сапотекский язык, на котором говорят на котором говорят в следующих городах округа Яутепек: Сан-Педро-Леави, Санта-Каталина-Кьери, Санта-Катарина-Киокитани, Санто-Доминго-Лачивито, Санто-Томас-Кьери и Сантьяго-Лачивия штата Оахака в Мексике.